# Južnobugenvilski jezici
Južnobugenvilski jezici (južni bougainville jezici; nekad kao dio šire bugenvilske skupine nazivani su istočnobugenvilskim jezicima) malena porodica papuanskih jezika donedavno smatrana za dio šire istočnopapuanske porodice u kojoj se vodila kao istočni ogranak bugenvilskih jezika.
Obuhvaća 9 jezika podijeljenih u dvije skupine, buin i nasioe. Predstavnici su:
a. Buin (3): siwai, terei, uisai.
b. Nasioi (6): koromira, lantanai, naasioi, oune, sibe, simeku.
Sa zapadnobugenvilskim jezicima, današnja sjevernobugenvilska porodica, (4 jezika), činila je širu bugenvilsku skupinu.

## Vanjske poveznice
- Ethnologue (14th)
- Tree for East Bougainville[neaktivna poveznica]